# Tchabawol (Meri)
Pour les articles homonymes, voir Tchabawol.
Tchabawol est une localité du Cameroun située dans l'arrondissement de Meri, le département du Diamaré et la région de l’Extrême-Nord. Elle fait partie du canton de Godola.

## Population
En 1974, on distinguait deux villages : Tchabawol Foulbe qui comptait 78 habitants, des Peuls, et Tchabawol Guiziga qui en comptait 85, des Guiziga.
Lors du recensement de 2005, on a dénombré 473 personnes à Tchabawol (ensemble).